# Delia elongata
Delia elongata är en tvåvingeart som först beskrevs av Pokorny 1889.  Delia elongata ingår i släktet Delia och familjen blomsterflugor. Inga underarter finns listade i Catalogue of Life.